# Monétay-sur-Allier
Monétay-sur-Allier é uma comuna francesa na região administrativa de Auvérnia-Ródano-Alpes, no departamento Allier. Estende-se por uma área de 11,91 km². Em 2010 a comuna tinha 553 habitantes (densidade: 46,4 hab./km²).